# Mormia pazukii
Mormia pazukii är en tvåvingeart som beskrevs av Jezek 1984. Mormia pazukii ingår i släktet Mormia och familjen fjärilsmyggor.
Artens utbredningsområde är Iran. Inga underarter finns listade i Catalogue of Life.